# Biografielijst Ct

## Cte
- Ctesias (5e eeuw v.Chr.), Grieks arts en historicus